# Vetag 8
Der Kabelleger Vetag 8 wurde 2013 als Seeponton an die Tagu Tiefbau GmbH Unterweser abgeliefert.

## Geschichte

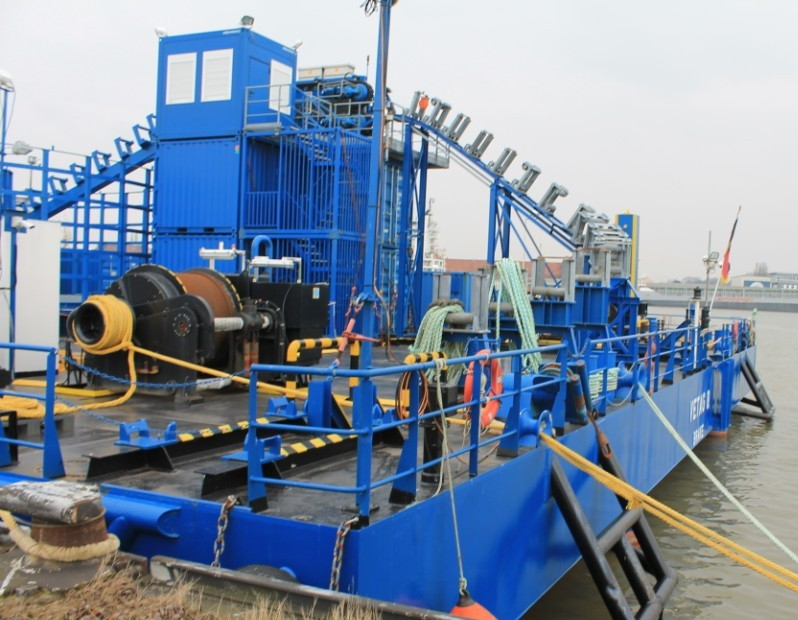
Vetag 8, Heckansicht

Der Kabelleger Vetag 8 wurde 2013 als Seeponton von der Hanjin HHI Shipyard, Subic Bay, abgeliefert und 2014 von den Damen Shiprepair Harlingen, Niederlande, als Kabelleger speziell für den Flachwasserbereich ausgerüstet. Mit einer Länge von rund 65 m hat er eine erstaunliche Breite von circa 30 m und einen sehr geringen maximalen Tiefgang von 1,4 m. An Bord installiert waren die GenSets auf dem Hauptdeck, der Not-/ Hafendiesel im Aufbau, die Winden, Krane und der Notdiesel John Deere 6068 HF 275.
Das Deckshaus bietet Platz für 6 seemännische Besatzungsmitglieder. Werden mehr Unterkunftsplätze benötigt, können auf dem Deckshaus weitere Wohncontainer für 18 Passagiere aufgestellt werden. Deshalb wurde das Fahrzeug nach dem SPS Code (Special Purpose Ship) gebaut.
Die Vetag 8 ist ähnlich wie der Kabelleger Nostag 10 ein sehr flexibles Arbeitsschiff besonders zum Kabellegen von Energiekabeln, da sowohl die notwendigen Maschinen zur Stromerzeugung und für den Hilfsbetrieb (Winden, Anker, Feuerlöschanlagen) je nach Aufgabe und Arbeitsgebiet an Bord gebracht und auf dem Hauptdeck montiert werden können.
Die Vetag 8 hat den Heimathafen Brake, wird vom Sleepdienst H. Schramm B.V. (10409326) gemanagt, wurde von der Klassifikationsgesellschaft DNV GL als „Pontoon, equipped for Cable Laying“ klassifiziert und gehört zu 50 % der von Essen Holding GmbH & Co. KG und zu 50 % der Tagu Tiefbau GmbH Unterweser.